# Giennadij Szugajew
Giennadij Władimirowicz Szugajew, ros. Геннадий Владимирович Шугаев (ur. 24 września 1959 w Briańsku, Rosyjska FSRR) – rosyjski piłkarz, grający na pozycji obrońcy, trener piłkarski.

## Kariera piłkarska

### Kariera klubowa
Wychowanek klubu Dinamo Briańsk. Pierwszy trener A.A.Sołdatow. W 1976 rozpoczął karierę piłkarską w miejscowym Dinamie Briańsk. W 1977 został zaproszony do Dinama Moskwa. Nie potrafił przebić się do podstawowego składu, dlatego w 1979 przeniósł się do Dinama Leningrad. W 1980 wyjechał do Gruzji, gdzie występował w klubach Torpedo Kutaisi, Lokomotiwi Samtredia, Kolcheti Poti i Lokomotiwi Tbilisi. W 1986 zakończył karierę piłkarza.

### Kariera reprezentacyjna
Do 1978 bronił barw juniorskiej reprezentacji ZSRR.

## Kariera trenerska
Po zakończeniu kariery piłkarza rozpoczął pracę szkoleniowca. Szkolił młodych piłkarzy w Junit Samara.

## Sukcesy i odznaczenia

### Sukcesy piłkarskie
reprezentacja ZSRR U-18
- mistrz Europy U-18: 1978

### Odznaczenia
- tytuł Mistrza Sportu ZSRR: 1978